# Лоренцо Музети
Лоренцо Мусети (итал. Lorenzo Musetti; Карара, 3. март 2002) италијански је тенисер.
Најбољи пласман на АТП ранг-листи у синглу му је 7. место од 21.априла   2025. Освојио је прву титулу у каријери 2022. године у Хамбургу.

## АТП финала

### Појединачно: 2 (2:0)
| Легенда                        |
| ------------------------------ |
| Гренд слем турнири (0:0)       |
| Завршно првенство сезоне (0:0) |
| АТП мастерс 1000 (0:0)         |
| АТП 500 (1:0)                  |
| АТП 250 (1:0)                  |

| Финала по подлози |
| ----------------- |
| Тврда (1:0)       |
| Шљака (1:0)       |
| Трава (0:0)       |

| Финала по локацији |
| ------------------ |
| Отворено (2:0)     |
| Дворана (0:0)      |

| Исход    | Бр. | Датум             | Турнир           | Подлога | Противник      | Резултат           |
| -------- | --- | ----------------- | ---------------- | ------- | -------------- | ------------------ |
| Победник | 1.  | 24. јул 2022.     | Хамбург, Немачка | Шљака   | Карлос Алкараз | 6:4, 6:7(6:8), 6:4 |
| Победник | 2.  | 23. октобар 2022. | Напуљ, Италија   | Тврда   | Матео Беретини | 7:6(7:5), 6:2      |

## Мечеви за олимпијске медаље

### Појединачно: 1 (1:0)
| Исход  | Година | Турнир                   | Подлога | Противник           | Резултат      |
| ------ | ------ | ------------------------ | ------- | ------------------- | ------------- |
| Бронза | 2024.  | Олимпијске игре у Паризу | Шљака   | Феликс Оже Алијасим | 6:4, 1:6, 6:3 |